# Torna Catalessi
Torna Catalessi è un singolo del rapper italiano Caparezza, pubblicato il 2 giugno 2006 come secondo estratto dal terzo album in studio Habemus Capa.

## Descrizione
Il titolo del brano si riferisce al famoso film Torna a casa, Lassie! e nel video si sente spesso abbaiare un cane. Come afferma Caparezza nel suo libro Saghe mentali. Viaggio allucinante in una testa di capa, Catalessi "è sì un cane scappato di casa, ma anche un sostantivo che denota uno stato di immobilità, il cui ritorno è fondamentale per contrastare il subbuglio dello shopping selvaggio."

## Video musicale
Il video è stato realizzato da un'idea originale di Caparezza e diretto da Luca Merli per la sua Block10. Nel CD singolo è presente una videotestimonianza sulla fase di registrazione del video intitolata Divagazioni sul classico.

## Tracce
Testi e musiche di Caparezza.
1. Torna Catalessi – 3:58
2. Torna Catalessi (Half Playback) – 3:58
3. Epocalisse – 3:55
4. La mia parte intollerante (Videoclip)
5. Divagazioni sul classico (Videoclip)

## Formazione
Musicisti
- Caparezza – voce
- Holly – voce di Catalessi
- Orchestra di Roma – strumenti ad arco, flauto, fagotto
- I Cantori Nesi – cori
- Nicola Tescari – direzione orchestra

Produzione
- Carlo U. Rossi – produzione, missaggio